# Electrophaes albipunctaria
Electrophaes albipunctaria là một loài bướm đêm trong họ Geometridae.